# Lathyrus hitchcockianus
Lathyrus hitchcockianus là một loài thực vật có hoa trong họ Đậu. Loài này được Barneby & Reveal miêu tả khoa học đầu tiên.